# Phùng phế hậu (Bắc Ngụy Hiếu Văn Đế)
Hiếu Văn Phế Hoàng hậu Phùng thị (chữ Hán: 孝文廢皇后馮氏) là nguyên phối Hoàng hậu của Bắc Ngụy Hiếu Văn Đế Nguyên Hoành của triều Bắc Ngụy trong lịch sử Trung Quốc.

## Tiểu sử
Phùng thị xuất thân từ Trường Lạc Phùng thị (長樂馮氏) danh giá của hoàng tộc Bắc Yên, là con gái của Thái sư Phùng Hi (馮熙), không rõ sinh mẫu, không biết bà có phải con gái của Phùng Hi và Bác Lăng công chúa (博陵公主) hay không. Phùng Hi là anh trai của Văn Minh Thái hậu Phùng thị - người nhiếp chính qua hai triều Hiến Văn Đế và Hiếu Văn Đế. Xét vai vế gia tộc, bà là cháu gọi Thái hậu bằng cô. 
Năm Thái Hòa thứ 17 (493), bà nhập cung làm phi tần. Sau đó, Thái úy Thác Bạt Phi (拓跋丕) dâng sớ, Trung cung vô chủ là không thỏa đáng, nên xét người hiền mà lập, vì vậy nên lập Phùng thị làm Hoàng hậu. Hiếu Văn Đế phụng di chiếu của Văn Minh Thái hậu (đã qua đời trước đó vào năm 490) mà làm theo.
Thời gian làm chính cung, Phùng hoàng hậu tuân theo điển lễ rất nghiêm ngặt, giúp Hiếu Văn Đế rất nhiều trong việc chấn chỉnh nội đức. Khi Hiếu văn Đế tiến hành nam hạ, bà ở Bình Thành tiến hành thiên đô đến Lạc Dương, sắp xếp ổn thỏa, hoàn thành chí lớn của phu quân. Khi Hiếu Văn Đế ban sư hồi kinh, rất cảm kích và sủng ái Phùng hậu.
Trước đó, chị gái khác mẹ của Phùng hoàng hậu là Phùng thị vào cung, khoảng năm Thái Hòa thứ 7 (483), thụ Quý nhân, nhưng do có bệnh mà về lại nhà an dưỡng. Đến năm Thái Hòa thứ 18 (494), Hiếu Văn Đế nghe nói Phùng Quý nhân bệnh đã khỏi, lại nghe Phùng Hoàng hậu cầu tình, nên xuống chiếu dụ rước Phùng Quý nhân quay trở lại hoàng cung, thụ phong Tả Chiêu nghi, địa vị chỉ sau Hoàng hậu. Phùng Chiêu nghi tuy được em gái cầu tình nên quay lại hoàng cung, song lại tự cho rằng mình là chị nên không chịu dưới trướng em gái, tìm mọi cách tước đi hậu vị của Phùng hậu. 
Năm Thái Hòa thứ 20 (496), mùa xuân, sau nhiều sự vu hãm của chính Tả Chiêu nghi, Hiếu Văn Đế phế truất Hoàng hậu Phùng thị làm [Thứ nhân; 庶人]. Phế hậu sau đó đến Dao Quang tự (瑤光寺) và trở thành một ni cô, sống hết quãng đời còn lại.